# The Way of a Woman
The Way of a Woman is een Amerikaanse dramafilm uit 1919 onder regie van Robert Z. Leonard.

## Verhaal
Nancy Lee is een lid van de Virginische beau monde. Haar vader verbiedt haar om te trouwen met haar geliefde. Zij stemt erin toe  een rijke man uit haar eigen sociale klasse te huwen om haar familie uit de knoei te helpen. Na de dood van haar man komt ze opnieuw in de problemen en alleen haar voormalige geliefde kan haar redden.

## Rolverdeling
| Acteur            | Personage      |
| ----------------- | -------------- |
| Norma Talmadge    | Nancy Lee      |
| Conway Tearle     | Anthony Weir   |
| Gertrude Berkeley | Mevrouw Lee    |
| Frank DeVernon    | Mijnheer Lee   |
| May McAvoy        | Grace Lee      |
| Jobyna Howland    | Mollie Wise    |
| Hassard Short     | Johnnie Flinch |
| George LeGuere    | Douglas Weir   |
| Stuart Holmes     | George Trevor  |
| William Humphrey  | Nathan Caspar  |